# Кассвілл (Вісконсин)
Кассвілл (англ. Cassville) — селище (англ. village) в США, в окрузі Грант штату Вісконсин. Населення — 402 особи (2020).

## Географія
Кассвілл розташований за координатами 42°42′55″ пн. ш. 90°59′21″ зх. д. / 42.71528° пн. ш. 90.98917° зх. д. (42.715172, -90.989137).  За даними Бюро перепису населення США в 2010 році селище мало площу 2,55 км², з яких 2,52 км² — суходіл та 0,03 км² — водойми.

## Демографія
Згідно з переписом 2010 року, у селищі мешкало 947 осіб у 428 домогосподарствах у складі 277 родин. Густота населення становила 371 особа/км².  Було 582 помешкання (228/км²).
Расовий склад населення:
| - 98,6 % — білих - 0,2 % — азіатів - 0,1 % — корінних американців |

До двох чи більше рас належало 0,8 %. Частка іспаномовних становила 0,3 % від усіх жителів.
За віковим діапазоном населення розподілялося таким чином: 20,8 % — особи молодші 18 років, 55,5 % — особи у віці 18—64 років, 23,7 % — особи у віці 65 років та старші. Медіана віку мешканця становила 48,3 року. На 100 осіб жіночої статі у селищі припадало 96,1 чоловіків;  на 100 жінок у віці від 18 років та старших — 97,9 чоловіків також старших 18 років.
Середній дохід на одне домашнє господарство  становив 51 987 доларів США (медіана — 44 417), а середній дохід на одну сім'ю — 65 320 доларів (медіана — 61 094). Медіана доходів становила 49 000 доларів для чоловіків та 31 538 доларів для жінок. За межею бідності перебувало 12,8 % осіб, у тому числі 16,0 % дітей у віці до 18 років та 9,0 % осіб у віці 65 років та старших.
Цивільне працевлаштоване населення становило 398 осіб. Основні галузі зайнятості: освіта, охорона здоров'я та соціальна допомога — 27,1 %, виробництво — 16,6 %, роздрібна торгівля — 15,8 %.